# Diadromus pygmaeus
Diadromus pygmaeus är en stekelart som beskrevs av Carl Gustav Alexander Brischke 1862. Diadromus pygmaeus ingår i släktet Diadromus och familjen brokparasitsteklar. Inga underarter finns listade i Catalogue of Life.